# پتر کوهن
پتر کوهن (سوئدی: Peter Cohen؛ زادهٔ ۲۳ مارس ۱۹۴۶) یک کارگردان فیلم اهل سوئد است.
از فیلم‌ها یا مجموعه‌های تلویزیونی که وی در آن‌ها نقش داشته است می‌توان به رابرت، مردی که نمی‌خواست بزرگ شود اشاره نمود.